# 貴船口站
貴船口站（日语：／ Kibuneguchi eki */?）是位於日本京都府京都市左京區，屬於叡山電鐵鞍馬線的鐵路車站。車站編號為E16。

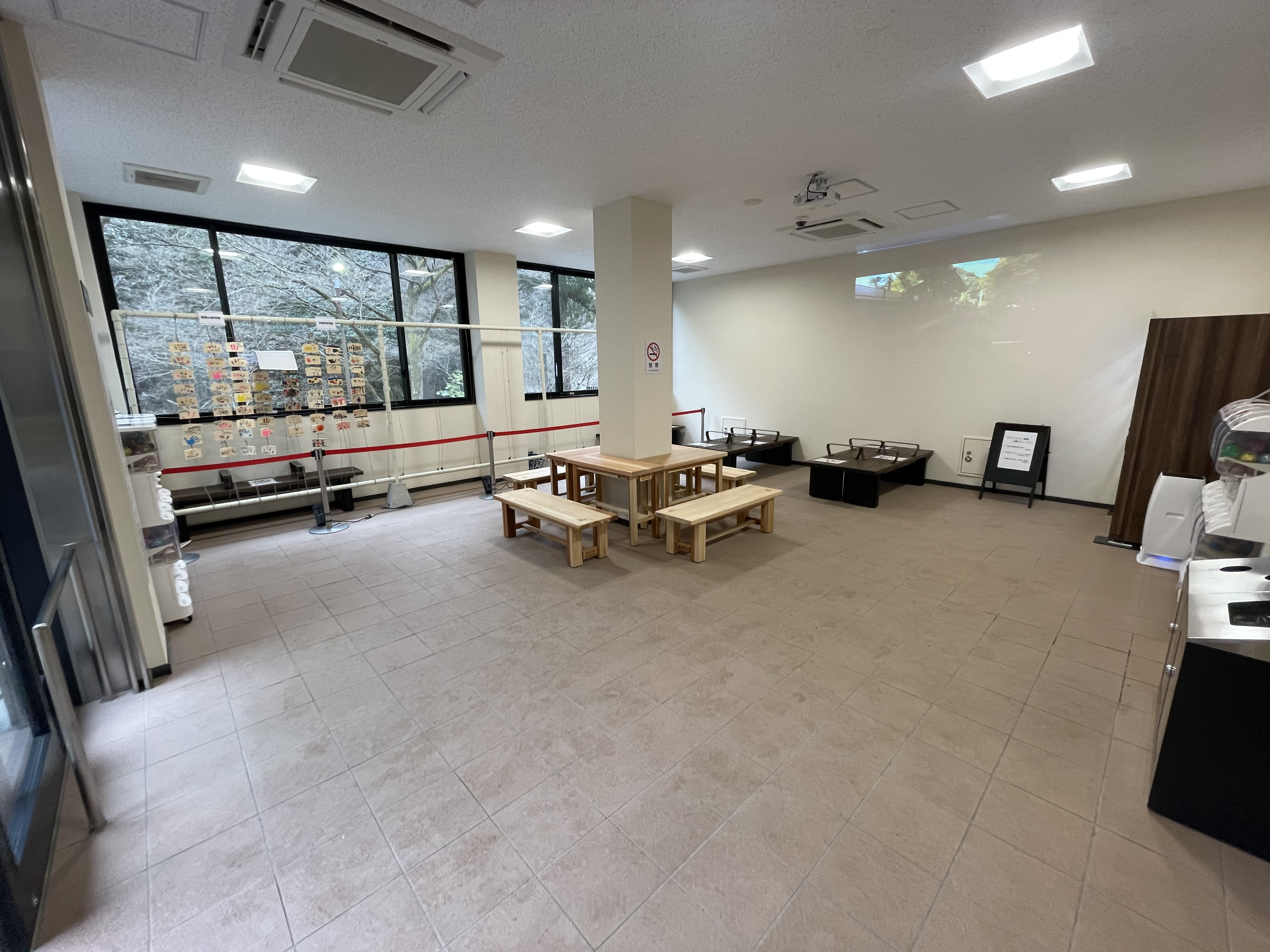
車站內部(2022年2月)

## 車站構造

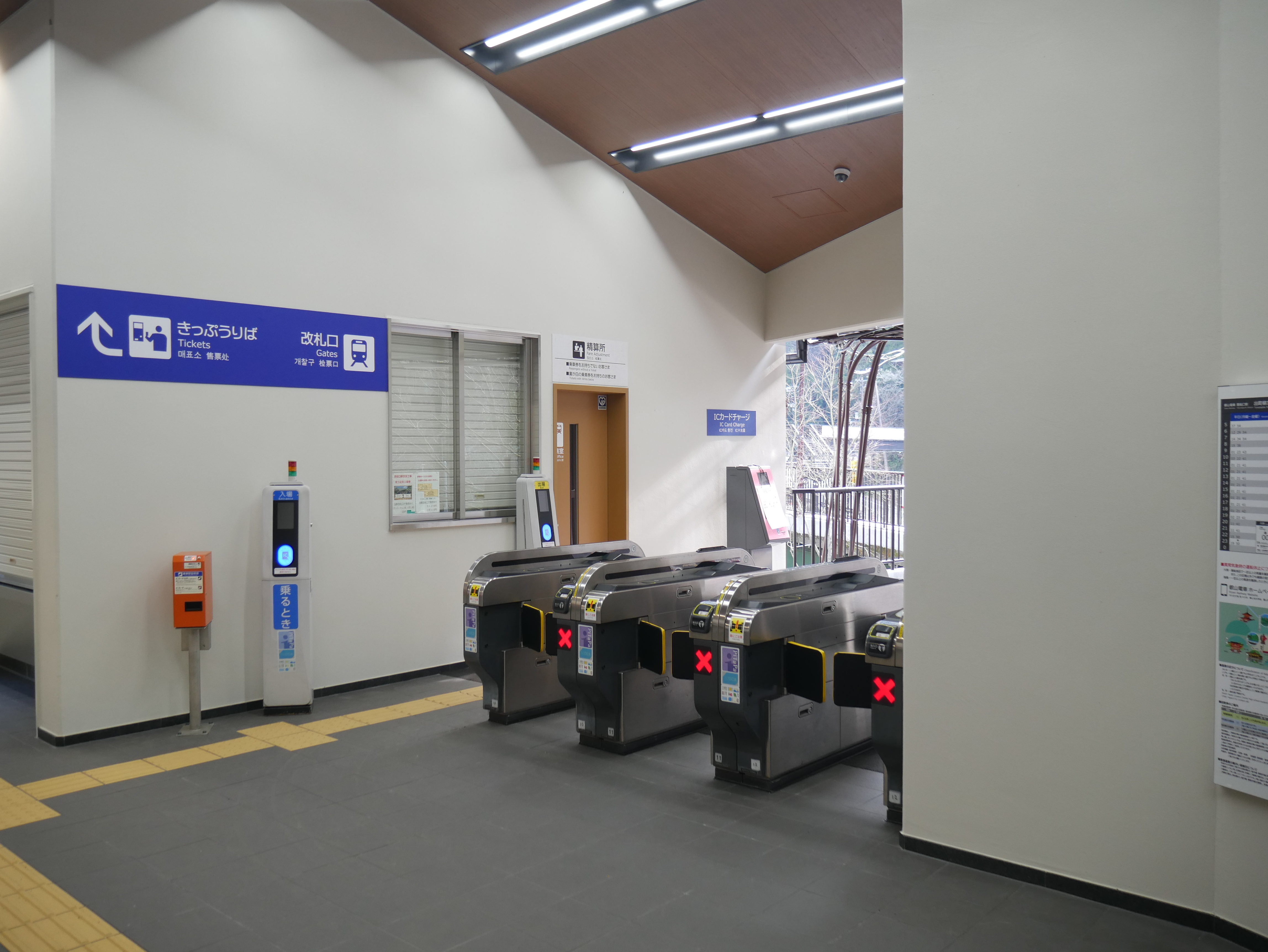
驗票閘口(2020年3月)

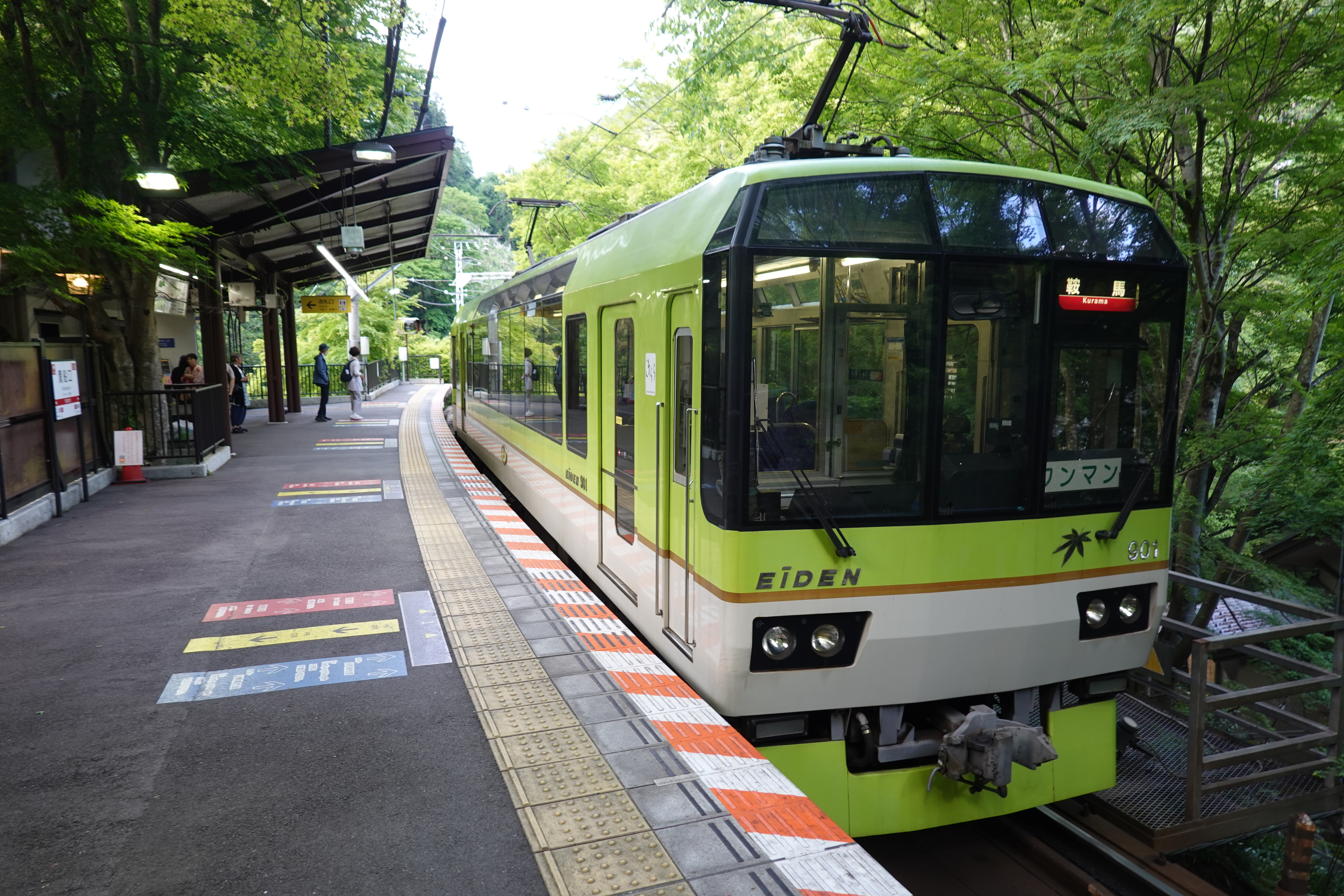
月台(2024年5月)

本站為側式月台1面1線的地面車站。

## 相鄰車站
叡山電鐵
 鞍馬線
二之瀨（E15）－貴船口（E16）－鞍馬（E17）

## 外部連結
- 貴船口站（叡山電鐵）
  - 車站資訊、車站構內圖 （页面存档备份，存于）